# François Devienne
François Devienne (Joinville-le-Pont, 31 de gener de 1759 - Saint-Maurice (Val-de-Marne), 5 de setembre de 1803) va ser un compositor francès, conegut com el «Mozart francès».

## Biografia
François Devienne va ser l'últim de catorze germans, fills d'un fabricant de seients. Va entrar ràpidament en contacte amb la música, ja que, després d'haver après a tocar, de manera precoç, diversos instruments amb el seu germà gran, es fa nen de cor a la seva ciutat natal.
Aquest enfocament musical li va permetre optar a participar en diferents conjunts parisencs com a solista i com a membre d'orquestres, entrant a treballar el 1780 amb el Cardenal de Rohan. Tocava la flauta (que li havia ensenyat Félix Rault), el fagot (el 1788 esdevé, fagotista al Théâtre de Monsieur i més tard a l'Òpera de París el 1793). Tot i la seva activitat com a intèrpret, continuava com a compositor.
Va ocupar igualment el lloc de sergent a l'orquestra de la guarda militar. Va escriure la Nouvelle Methode Theorique et Pratique pour la Flute (1793), per tal d'ensenyar la música a nens de militars. A la seva Escola lliure de música, rebatejada per la Revolució Institut Nacional de Música i després Conservatori de París el 1795, va ocupar el lloc de professor de flauta. Va contactar amb els francmaçons i l'orquestra de Concerts de la Lògia Olímpica.
Els anys 1790 varen ser propicis per a la seva carrera, almenys per al seu renom de músic, ja que compon durant aquest període algunes òperes apreciades de les que sobresurt, pel seu èxit, les Visitandines creada al Teatre Feydeau el 7 d'agost de 1792, sobre un llibret de Louis-Benoît Picard.
El 5 de setembre de 1803, Devienne va morir en un sanatori a Charenton-Saint-Maurice, prop de París, probablement a causa d'un excés de treball.

## Popularitat
Devienne, que havia fundat el Conservatoire de Paris, era molt popular al seu temps quan era conegut amb el sobrenom del "Mozart francès". Però la seva obra va caure en l'oblit i és pràcticament desconeguda actualment. Als anys 1960 Jean-Pierre Rampal va començar a interpretar obres seves i a mitjans dels anys 1990 Claudi Arimany va trobar tots els manuscrits de l'autor en poder d'una dama de Florència que els havia heretat d'un familiar flautista. La continuada activitat de recuperació sobre l'autor li va donar l'oportunitat d'interpretar la seva obra al teatre dels Camps Elisis de París, acompanyat de l'Ensemble Orquestral de París, el novembre de 1994. Arimany ha enregistrat i publicat en 4 CD els catorze concerts per a flauta i orquestra de Devienne, una música de la que opina que és "natural, clara, distingida i melancòlica, i requereix de l'intèrpret una gran habilitat tècnica".

## Obra
- Composicions per a flauta: ha deixat nombroses composicions que es van treure de l'oblit, a partir dels anys '60, gràcies al treball dels flautistes Jean-Pierre Rampal i Claudi Arimany.
- Les Visitandines, comèdia en dos actes amb àries, llibret de Picard, creat al Teatre Feydeau el 7 d'agost 1792.
- Volécour, o Una Volta de pàgina, Comèdia en un acte amb àries, llibret de Favières, creat a l'Òpera cómica (sala Favart) el 22 de març de 1797.
- Els Comediants ambulants, Comèdia en dos actes i prosa amb àries, llibret de Picard, creat al Teatre Feydeau el 28 de desembre 1798.
- El criat de dos amos, Comèdia en un acte i prosa amb àries, llibret de Roger, segons Carlo Goldoni, creat al Teatre Feydeau el 2 de novembre 1799.